# Bīd Korpeh-ye Soflá
Bīd Korpeh-ye Soflá (persiska: بيد كُرپِۀ سُفلَى, بيدكُرپِۀ پائين, بید کرپه سفلی) är en ort i Iran.   Den ligger i provinsen Hamadan, i den nordvästra delen av landet, 300 km sydväst om huvudstaden Teheran. Bīd Korpeh-ye Soflá ligger 2 013 meter över havet och antalet invånare är 149.
Terrängen runt Bīd Korpeh-ye Soflá är kuperad. Runt Bīd Korpeh-ye Soflá är det tätbefolkat, med 257 invånare per kvadratkilometer. Närmaste större samhälle är Borujerd, 18,8 km sydväst om Bīd Korpeh-ye Soflá. Trakten runt Bīd Korpeh-ye Soflá består i huvudsak av gräsmarker.